# کازوهیسا هاماوکا
کازوهیسا هاماوکا (انگلیسی: Kazuhisa Hamaoka؛ زادهٔ ۲۸ فوریهٔ ۱۹۸۱) بازیکن فوتبال اهل ژاپن است.